# Mesopotamichthys sharpeyi
Mesopotamichthys sharpeyi är en fiskart som först beskrevs av Günther, 1874.  Mesopotamichthys sharpeyi ingår i släktet Mesopotamichthys och familjen karpfiskar. Inga underarter finns listade i Catalogue of Life.